# Liste der Mitglieder des liechtensteinischen Landtags (2021)
Diese Liste führt die Mitglieder des Landtags des Fürstentums Liechtenstein auf, die aus den Wahlen am 7. Februar 2021 hervorgingen. Die Legislaturperiode dauert bis 2025. Die Eröffnungssitzung des Parlaments fand am 25. März 2021 statt.

## Zusammensetzung
Von 20.384 Wahlberechtigten nahmen 15.901 Personen an der Wahl teil (78,0 %). Die Stimmen und Mandate verteilen sich in den beiden Wahlkreisen – Oberland und Unterland – wie folgt:
| Partei                              | Stimmen  | Stimmen   | Stimmen   | Stimmen        | Sitze    | Sitze     | Sitze     |
| Partei                              | Oberland | Unterland | insgesamt | Stimmenanteile | Oberland | Unterland | insgesamt |
| ----------------------------------- | -------- | --------- | --------- | -------------- | -------- | --------- | --------- |
| Vaterländische Union (VU)           | 54.018   | 18.343    | 72.361    | 35,9 %         | 6        | 4         | 10        |
| Fortschrittliche Bürgerpartei (FBP) | 50.844   | 21.475    | 72.319    | 35,9 %         | 6        | 4         | 10        |
| Freie Liste (FL)                    | 20.026   | 5.917     | 25.943    | 12,9 %         | 2        | 1         | 3         |
| Demokraten pro Liechtenstein (DpL)  | 14.127   | 8.329     | 22.456    | 11,1 %         | 1        | 1         | 2         |

## Liste der Mitglieder
| Name                        | Fraktion | Wahlkreis | Stimmen |
| --------------------------- | -------- | --------- | ------- |
| Dagmar Bühler-Nigsch        | VU       | Oberland  | 3554    |
| Herbert Elkuch              | DpL      | Unterland | 1694    |
| Albert Frick                | FBP      | Oberland  | 3437    |
| Peter Frick                 | VU       | Unterland | 1959    |
| Walter Frick                | VU       | Oberland  | 3162    |
| Manuela Haldner-Schierscher | FL       | Oberland  | 1597    |
| Norma Heidegger             | VU       | Oberland  | 3122    |
| Franziska Hoop              | FBP      | Unterland | 2091    |
| Johannes Kaiser             | FBP      | Unterland | 2068    |
| Georg Kaufmann              | FL       | Oberland  | 1757    |
| Manfred Kaufmann            | VU       | Oberland  | 4117    |
| Dietmar Lampert             | VU       | Unterland | 1871    |
| Wendelin Lampert            | FBP      | Oberland  | 3552    |
| Gunilla Marxer-Kranz        | VU       | Unterland | 2206    |
| Daniel Oehry                | FBP      | Unterland | 2067    |
| Bettina Petzold-Mähr        | FBP      | Oberland  | 3223    |
| Sascha Quaderer             | FBP      | Oberland  | 3420    |
| Thomas Rehak                | DpL      | Oberland  | 1686    |
| Patrick Risch               | FL       | Unterland | 929     |
| Sebastian Schädler          | FBP      | Oberland  | 3697    |
| Daniel F. Seger             | FBP      | Oberland  | 3605    |
| Günter Vogt                 | VU       | Oberland  | 3307    |
| Thomas Vogt                 | VU       | Oberland  | 3574    |
| Mario Wohlwend              | VU       | Unterland | 1914    |
| Karin Zech-Hoop             | FBP      | Unterland | 2055    |

## Liste der Stellvertreter
| Name             | Fraktion | Wahlkreis | Stimmen |
| ---------------- | -------- | --------- | ------- |
| Hubert Büchel    | VU       | Unterland | 1760    |
| Sandra Fausch    | FL       | Unterland | 920     |
| Markus Gstöhl    | VU       | Oberland  | 3051    |
| Nadine Gstöhl    | FL       | Oberland  | 1492    |
| Erich Hasler     | DpL      | Unterland | 1054    |
| Thomas Hasler    | FBP      | Unterland | 2049    |
| Elke Kindle      | FBP      | Oberland  | 3066    |
| Pascal Ospelt    | DpL      | Oberland  | 1098    |
| Philip Schädler  | VU       | Oberland  | 3101    |
| Nadine Vogelsang | FBP      | Oberland  | 3155    |